# Pontypridd Rugby Football Club
Le Pontypridd RFC est un club semi-professionnel gallois de rugby à XV fondé en 1875 et basé dans la ville de Pontypridd, évoluant dans le Championnat du pays de Galles.
Ses joueurs sont susceptibles d'être sélectionnés par Cardiff Rugby, franchise professionnelle qui dispute le United Rugby Championship et les compétitions de l'EPCR.

## Histoire
Pontypridd, petite ville minière située au fond d'une vallée, a longtemps tenu tête aux grands clubs du rugby gallois, bien que ses joueurs aient souvent répondu aux sirènes du Cardiff RFC, de Newport RFC ou du Llanelli RFC. Fondé en 1875, le club fait partie des onze clubs qui instituent la fédération galloise (WRU) en 1881 et l'un de ses joueurs, Edward Treharne participe à la toute première rencontre de l'équipe nationale galloise en 1881. 
Ponty, comme on surnomme le club, remporte son premier titre de champion en 1963, avant de dominer la fin des années 1970 (trois titres entre 1975 et 1979). Plus récemment, c'est en Coupe que Pontypridd se distingue avec trois victoires entre 1996 et 2006. Le club s'est toujours maintenu en première division du championnat, officiellement créé en 1990, remportant le titre en 1997. 
Le club dispute aussi les six premières éditions de la Coupe d'Europe. Son meilleur résultat est un quart de finale perdu en 1999 dans une édition où les clubs anglais ainsi que les deux meilleurs clubs gallois n'ont pas participé.
Depuis 2003, Pontypridd RFC ne joue plus au plus haut niveau européen. À la suite du regroupement régional des clubs au sein de cinq franchises professionnelles opéré par la fédération galloise, Pontypridd est contraint de fusionner avec le Bridgend RFC, dans les grincements de dents, sous le nom de Celtic Warriors pour évoluer en Coupe d'Europe et en Ligue celtique. Malgré des débuts sportifs corrects, le club connaît rapidement des problèmes financiers et des polémiques, il est dissous en 2004, moins d'un an après sa création.
Pontypridd continue pendant ce temps à évoluer dans le championnat gallois. Il fournit actuellement ses joueurs à Cardiff Rugby, engagés en Coupe d'Europe, ce qui entretient la polémique chez les sourcilleux supporters de Pontypridd, toujours méfiants vis-à-vis de Cardiff, et joue dans le championnat semi-professionnel du pays de Galles.

## Palmarès
- Coupe d'Europe :
  - Quart de finaliste  : 1999

- Challenge européen :
  - Finaliste : 2002

- Championnat du pays de Galles : 
  - Champion (non officiel) (4) : 1963, 1976, 1978 et 1979
  - Champion (5) : 1997, 2012, 2013, 2014 et 2015

- Coupe du pays de Galles : 
  - Vainqueur (6) : 1996, 2002 et 2006, 2011, 2013 et 2014
  - Finaliste (6) : 1979, 1995, 2005, 2008, 2012 et 2015.

## Joueurs célèbres
- Brent Cockbain
- Mefin Davies
- Mike Griffiths
- Dafydd James
- Lee Jarvis
- Gethin Jenkins
- Neil Jenkins
- Nicky Little
- Geraint Lewis
- Kevin Morgan
- Sonny Parker
- Richard Parks
- Robert Sidoli
- Ceri Sweeney
- Edward Treharne